# Sepp Blatter

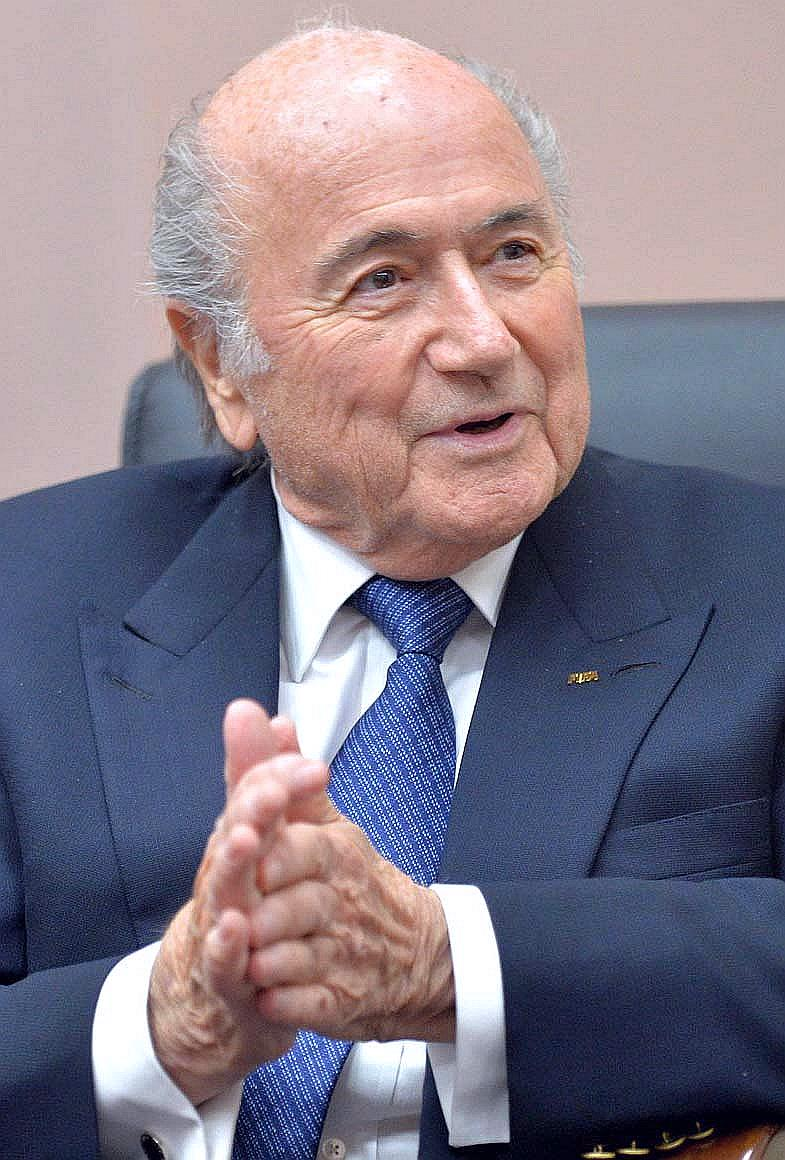
Sepp Blatter (2015)

Joseph «Sepp» Blatter (* 10. März 1936 als Josef Blatter in Visp, Kanton Wallis; heimatberechtigt in Ulrichen) ist ein ehemaliger Schweizer Fussballfunktionär. Von 1998 bis 2016 war er Präsident des Weltfussballverbands FIFA.
Am 2. Juni 2015 – nur wenige Tage nach seiner erneuten Wiederwahl – kündigte Blatter überraschend den Rücktritt von dieser Position an, erklärte aber, die Funktion bis zur Wahl eines Nachfolgers weiter ausüben zu wollen.
Am 21. Dezember 2015 sperrte die Ethikkommission der FIFA als Folge eines Ermittlungsverfahrens der Bundesanwaltschaft wegen Verdachts der ungetreuen Geschäftsbesorgung Blatter für acht Jahre für alle mit dem Fussball verbundenen Tätigkeiten und verhängte gegen ihn eine Geldstrafe von 50'000 Schweizer Franken. Die Sperre wurde durch ein Berufungsgericht der FIFA am 24. Februar 2016 von acht auf sechs Jahre reduziert. Am 2. November 2021 wurde bekannt, dass von der Bundesanwaltschaft Anklage gegen Blatter erhoben wurde. Am 8. Juli 2022 wurde er freigesprochen. Dagegen wurde Berufung eingelegt, weshalb es im März 2025 erneut zu einem Prozess kommt.

## Leben

### Kindheit
Am 10. März 1936 wurde Josef Blatter als zweiter Sohn der Eheleute Benjamin und Bertha Blatter im schweizerischen Visp geboren. Er kam im Elternhaus zwei Monate zu früh auf die Welt. Später kolportierte er die Geschichte, dass seine Mutter beim Anblick des schmächtigen Sohnes zu ihrem Mann gesagt haben soll, sofern er bis zum Josephstag überlebt, soll er auf diesen Namen getauft werden. Erst später hatte er sich selbst den Vornamen Joseph Sepp gegeben. Die Familie wohnte beengt in einer einfachen Werkswohnung der Lonza-Werke, in dem der Vater als Velomechaniker gearbeitet hatte. Mit dem ein Jahr älteren Bruder Peter musste er sich ein 1,40 Meter schmales Bett teilen.

### Ausbildung
Blatter besuchte die Primarschule in Visp und weitere Schulen in Sitten und Saint-Maurice. Anschliessend studierte er an der HEC Lausanne Volkswirtschaftslehre und schloss 1958 mit dem Diplom ab. Blatter ist Alter Herr der Schweizerischen Studentenverbindung Helvetia, wo er auf den Vulgo Mi-temps (deutsch Halbzeit) getauft wurde.

### Persönliches
Blatter war dreimal verheiratet. Er hat eine erwachsene Tochter aus erster Ehe und eine Enkelin. Blatter ist heimatberechtigt ursprünglich in Ulrichen, heute Teil der Gemeinde Obergoms.

### Fussballkarriere, Funktionär
Blatter spielte von 1948 bis 1971 Fussball, beim FC Sierre auch in der 1. Liga der Schweiz. Von 1959 bis 1964 war er Sekretär des Walliser Verkehrsverbandes, von 1964 bis 1966 Zentralsekretär des Schweizerischen Eishockeyverbandes und von 1966 bis 1968 Pressechef der Dachorganisation der Schweizer Sportverbände. 1968 wechselte er in die Privatwirtschaft und arbeitete bis 1975 als Direktor für Öffentlichkeitsarbeit des Schweizer Uhrenherstellers Longines. Von 1970 bis 1975 sass er im Vorstand des Fussballvereins Neuchâtel Xamax.

### FIFA

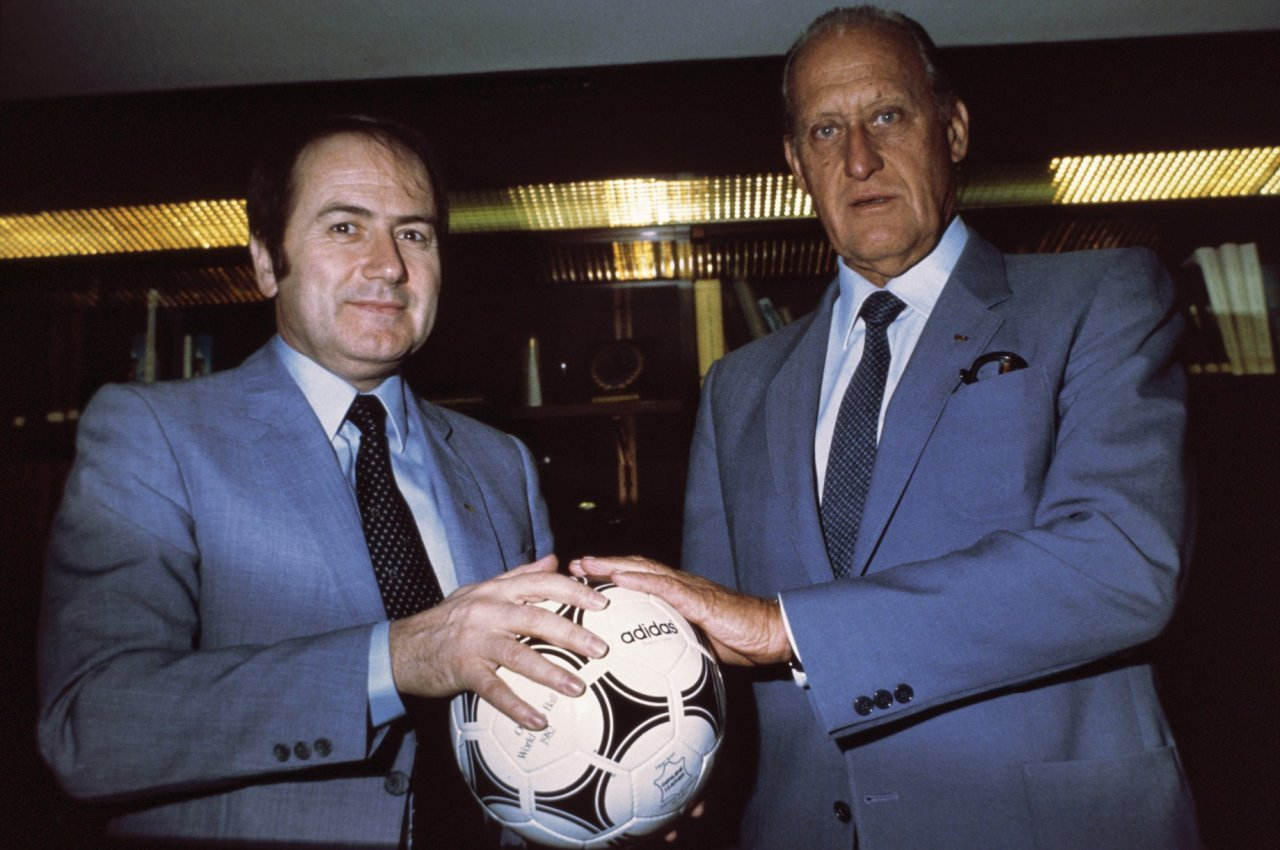
Generalsekretär Sepp Blatter und Präsident João Havelange anlässlich der Fussball-Weltmeisterschaft 1982

Im Sommer 1975 wurde Blatter auf Initiative des späteren Adidas-Vorstandsvorsitzenden Horst Dassler Direktor für Entwicklungsprogramme bei der FIFA. Sein Büro hatte er einige Jahre in der französischen Adidas-Niederlassung und wurde auch zeitweise vom Sportartikelkonzern bezahlt. Abermals durch Förderung Dasslers arbeitete er von 1981 bis 1998 als FIFA-Generalsekretär. 1990 wurden ihm zusätzlich Befugnisse eines Exekutivdirektors übertragen. Am 8. Juni 1998 wurde Blatter als Nachfolger von João Havelange zum achten Präsidenten der FIFA gewählt. Er setzte sich gegen den UEFA-Präsidenten Lennart Johansson mit 111 zu 80 Stimmen durch. Bei seiner Wiederwahl 2002 setzte er sich mit 139 zu 56 Stimmen gegen Issa Hayatou durch.
In einem Interview mit der schweizerischen SonntagsZeitung eröffnete Blatter 2007, dass er 2006 von der FIFA eine Million US-Dollar als Vergütung bekommen habe. Auf dem 57. FIFA-Kongress 2007 in Zürich wurde Blatter per Akklamation bis 2011 in seinem Amt bestätigt. Am 1. Juni 2011 wurde er auf dem 61. FIFA-Kongress mit 186 von 203 Stimmen für eine vierte Amtszeit bis 2015 als FIFA-Präsident wiedergewählt. Sein Gegenkandidat Mohamed bin Hammam zog seine Kandidatur am 29. Mai 2011 zurück. Am 64. FIFA-Kongress im Juni 2014 in São Paulo sprachen sich die FIFA-Delegierten gegen eine Amtszeitbeschränkung und gegen ein Alterslimit für Spitzenfunktionäre der FIFA aus. Der damals 78-jährige Blatter kündigte daraufhin seine Kandidatur für die Präsidentschaftswahl im Mai 2015 an. Sein Gegenkandidat war Ali bin al-Hussein. Jérôme Champagne und David Ginola erhielten nicht die vorgeschriebenen fünf Empfehlungsschreiben von FIFA-Mitgliedsverbänden. KNVB-Präsident Michael van Praag und Luís Figo zogen ihre Kandidatur vor der Wahl zurück. Am 29. Mai 2015 wurde der 79-jährige Blatter für eine weitere Amtsperiode als Präsident bestätigt, nachdem sein Gegenkandidat bin al-Hussein nach dem ersten Wahlgang seinen Rückzug erklärt hatte. Im ersten Wahlgang holte Blatter 133 von 206 gültigen Stimmen.
Am 2. Juni 2015 kündigte Blatter seinen Rücktritt vom Amt des FIFA-Präsidenten an. Bis zur Wahl seines Nachfolgers Gianni Infantino beim FIFA-Kongress am 26. Februar 2016 in Zürich blieb er im Amt, die Geschäfte wurden aber interimsweise von Domenico Scala geführt.
Von 1999 bis 2016 war Blatter Mitglied im Internationalen Olympischen Komitee.

### Nach der FIFA
Die Wochenzeitung Schweiz am Sonntag gab im Mai 2016 bekannt, dass Blatter regelmässig für das Blatt schreiben werde. Seine Kolumnen werde dieser zu Bereichen wie «Fussball» und «Sportpolitik» verfassen. Anlässlich der WM 2018, an der er auf einer privaten Einladung Putins einer Gruppenpartie beiwohnte, sagte Blatter gegenüber RT, er sei «noch immer Präsident, aber eben suspendiert». Verschiedene Schweizer Medien berichten, er kommuniziere mit seinem Nachfolger Infantino nur noch «via Anwälte»: Blatter habe bei der FIFA noch «Punkte offen», auf die Infantino nicht einging.

## Kritik

### Vorwurf der Misswirtschaft
Blatter wurde regelmässig, auch FIFA-intern, finanzielles Missmanagement vorgeworfen, etwa 1999 durch FIFA-Generalsekretär Michel Zen-Ruffinen bezüglich Verlusten von bis zu 100 Millionen US-Dollar im Bereich Marketing. Eine entsprechende Klage wurde durch ein Schweizer Gericht fallen gelassen. Eine interne Untersuchung wurde durch Blatters Veto verhindert und sein Kritiker aus dem Amt entlassen.

#### FIFA Museum
Im Dezember 2020 hatte der Fussball-Weltverband FIFA Strafanzeige gegen Sepp Blatter und andere Mitglieder der früheren FIFA-Leitung in Zusammenhang mit dem 2016 eröffneten FIFA Museum (ursprünglich FIFA World Football Museum) in Zürich gestellt. Ihnen werden eine ungetreue Geschäftsführung und mutmassliche Straftaten bei der Finanzierung des Museums vorgeworfen. Gremien des Verbandes wurden falsch über Kosten und Rentabilität des Museums informiert. Laut Generalsekretär Alasdair Bell wurden „mehrere verdächtige Umstände und Führungsversäumnisse“ aufgedeckt, „von denen einige strafrechtlich relevant sein könnten“. Die ehemalige FIFA-Leitung hatte z. B. 140 Millionen Schweizer Franken in die Renovierung und Modernisierung eines Gebäudes gesteckt, die der Organisation gar nicht gehörten. Die FIFA rechnet beim Museum mit einer halben Milliarde Franken Gesamtverlust.

### Regelreformen
Viele der Änderungen an den Regeln und Statuten der FIFA, die während Blatters Amtszeit eingeführt wurden, stiessen bei Fans, Journalisten, Spielern und Vereinen auf mässige Resonanz oder wurden kontrovers diskutiert. Beispiele sind etwa laufende Überlegungen zum Umbau der Entscheidungsfindung bei Unentschieden, die strenge Regelauslegung bei einteiligen Trikots der kamerunischen Nationalmannschaft oder die im Jahre 2008 eingeführte Regelung, dass vor Länderspielen in über 2000 m Meereshöhe eine Akklimatisierungsfrist von einer Woche eingehalten wird.

### Kommentar zum Frauenfussball
2004 erntete Blatter Kritik von Spielerinnen- und Frauenverbänden für einen Kommentar in einem Interview des Schweizer SonntagsBlicks zum Frauenfussball, nach dem die Sportkleidung der Fussballspielerinnen «femininer» gestaltet werden solle. Diese Massnahme sollte neue Geldgeber, etwa aus der Kosmetik- und Modeindustrie, anlocken. Blatter verglich seine Idee mit der Entwicklung im Volleyball.

### Vorwürfe betreffend Korruption und Schmiergeld
Nach der Wahl Blatters zum FIFA-Präsidenten 1998 warf Egidius Braun ihm vor, die nötigen Stimmen für seine Mehrheit gekauft zu haben. Auch kamen andere Gerüchte über Fälle von Korruption vor der Wahl auf. Der englische Enthüllungsautor David Yallop beschreibt in seinem Buch Wie das Spiel verlorenging, wie Blatter angeblich für je 50'000 US-Dollar 22 Stimmen kaufte. Blatter ging gegen das Buch juristisch vor und erwirkte einen Verkaufsstopp in der Schweiz.
Ähnlich kontrovers verlief auch seine Wiederwahl 2002, wieder belastet von Gerüchten über unrechtmässige Abläufe im Hintergrund. In diesem Zusammenhang veröffentlichte der somalische Delegierte Farah Addo seine Behauptung, dass ihm und anderen Delegierten bei der Wahl 1998 100'000 US-Dollar für eine Stimme für Blatter angeboten wurden. Farah Addo wurde im März 2003 von einem Schweizer Gericht dazu verurteilt, die Wiederholung seiner Aussage einzustellen und 10'000 Schweizer Franken Entschädigung an Blatter zu zahlen.
Der Generalsekretär der FIFA Michel Zen-Ruffinen warf ihm 2002 Amtsmissbrauch vor, und 11 der 24 Mitglieder des Exekutivkomitees der FIFA stellten Strafanzeige gegen Blatter. Die Anzeige wurde von den Justizbehörden in Zürich jedoch nicht weiterverfolgt und sogar als an der Grenze zur falschen Anschuldigung eingestuft. Blatter, der die Vorwürfe vehement bestritt, setzte es durch, dass Zen-Ruffinen daraufhin nach der Fussballweltmeisterschaft 2002 von seinem Posten zurücktrat.
Kurz vor der FIFA-Präsidentenwahl am 1. Juni 2011 leitete die FIFA-Ethikkommission eine Untersuchung gegen Blatter ein. Sein Gegenkandidat Mohamed bin Hammam beschuldigte ihn, von seinen Schmiergeldzahlungen an Delegierte der Caribbean Football Union gewusst und nichts unternommen zu haben. Am 29. Mai 2011 sprach ihn die Ethikkommission frei.
Am 25. September 2015 wurde Blatter von der Schweizer Bundesanwaltschaft als Beschuldigter einvernommen. Gegen ihn wurde wegen des Verdachts der ungetreuen Geschäftsbesorgung (Art. 158 StGB) und eventuell Veruntreuung (Art. 138 StGB) im Zusammenhang mit dem Verkauf von Fernsehrechten in die Karibik unter Marktwert und eine Zahlung von zwei Millionen Schweizer Franken an Michel Platini im Jahr 2011 für dessen Dienste zwischen Januar 1999 und Juni 2002 ermittelt. Ausserdem wurden Büroräume der FIFA in Zürich durchsucht und Datenträger beschlagnahmt. Am 28. September 2015 erklärte Blatter vor den Mitarbeitern der FIFA, dass er weiterhin Präsident bleiben werde, nichts Illegales getan habe und mit den Behörden zusammenarbeite, wie sein Anwalt berichtete. Coca-Cola und McDonald’s als zwei der sechs Grosssponsoren der FIFA forderten als Konsequenz des Strafverfahrens den sofortigen Rücktritt Blatters, den dieser jedoch durch seinen Anwalt in New York umgehend ablehnte, da es nicht im Interesse der FIFA sei. Einen Tag später schlossen sich zwei weitere Hauptsponsoren, Visa und Budweiser, der Forderung an. Von den weiteren Grosssponsoren der FIFA äusserte sich nur Adidas und lehnte Rücktrittsforderungen ab, stattdessen wurde betont, man habe schon wiederholt eine Fortsetzung des eingeleiteten Reformprozesses gefordert. Von den übrigen Grosssponsoren Hyundai/Kia und Gazprom gab es keinen Kommentar.

Am 8. Oktober 2015 wurde Blatter – gemeinsam mit Vizepräsident Michel Platini – von der Ethikkommission für 90 Tage von allen Funktionen suspendiert. Die Suspendierung konnte nach Ablauf um weitere 45 Tage verlängert werden. Die Kommission begründete die Sperre, während der beiden jede Tätigkeit im Zusammenhang mit Fussball untersagt ist, mit dem laufenden Ermittlungsverfahren gegen Blatter wegen der Zwei-Millionen-Zahlung an Platini. Die Anwälte Blatters beklagten, dass die Kommission gegen die Statuten und Disziplinarvorschriften des Verbandes verstossen habe, indem sie in dem Verfahren Blatter nicht angehört habe. Nach ersten Angaben des Blatter-Vertrauten Klaus Stöhlker wollten die Anwälte aber keine Berufung gegen die Suspendierung einlegen. Blatters Anwalt Richard Kullen widersprach dieser Ankündigung jedoch und sagte, dass Blatter nach Beratung mit seinen Anwälten in die Berufung gegen die Suspendierung gehe und dieser Antrag bereits eingereicht sei. Darüber musste nun die Berufungskommission der FIFA unter Vorsitz von Larry Mussenden beraten. Im November 2015 wurde die Berufung abgelehnt. Die Ethikkommission legte dazu auch ihren Abschlussbericht vor, in dem angekündigt wird:
 «in angemessener Frist darüber zu entscheiden, ob ein formales rechtliches Verfahren gegen Joseph S. Blatter und Michel Platini eingeleitet wird».
Die Ethikkommission hatte nach Angaben von Platinis Anwalt am 23. November 2015 ein formales Verfahren gegen Michel Platini eröffnet, in dem es um eine lebenslange Sperre von allen Fussballaktivitäten geht. Das Verfahren basiert auf der Annahme, dass Platini, im Gegenzug für die Zahlung Blatters, diesen bei seiner Wahl zum FIFA-Präsidenten 2011 unterstützte. Blatter soll Platini dabei zugesichert haben, dass dies dann seine letzte Amtszeit sei. Damit eröffnete er eine Chance für Platini, 2015 zum Präsidenten gewählt zu werden, was deutlich schwerer gewesen wäre, wenn Blatters damaliger Herausforderer Mohamed bin Hammam erfolgreich gewesen wäre.
Am 17. Dezember 2015 musste sich Blatter vor der Ethikkommission der FIFA einer Anhörung unterziehen. Am 21. Dezember 2015 sperrte die Ethikkommission Blatter für acht Jahre und verhängte gegen ihn eine Geldstrafe von 50'000 Schweizer Franken. Die Kommission stellte fest, dass die Zahlung an Platini zwar keine Korruption gewesen sei, aber einer rechtlichen Grundlage entbehrte und gegen die Grundsätze der Ethikkommission bezüglich der Annahme und Gewährung von Geschenken und sonstigen Vorteilen verstossen habe. Laut Kommission war ein Interessenkonflikt gegeben, in dem Blatter seine Loyalitätspflicht gegenüber der FIFA verletzt habe. Sein Verhalten sei ein Missbrauch seiner Position gewesen, folgerte die Ethikkommission. Die Berufungskommission der FIFA senkte am 24. Februar 2016 im Berufungsverfahren die Sperren von Blatter und UEFA-Chef Michel Platini von jeweils acht auf sechs Jahre. Am 2. November 2021 wurde bekannt, dass von der Bundesanwaltschaft Anklage gegen Blatter und Platini erhoben wurde. Der Prozess vor dem Bundesstrafgericht in Bellinzona begann am 8. Juni 2022. Angesetzt wurden elf Verhandlungstage, 8. Juli 2022 wurde er freigesprochen. Dagegen wurde Berufung eingelegt, weshalb es im März 2025 erneut zu einem Prozess kommt.
Während einer Pressekonferenz am 20. Juli 2015 in Zürich mit dem damaligen FIFA-Präsidenten Sepp Blatter stellte sich der britische Komiker Simon Brodkin als Reaktion auf die Korruption in der FIFA vor Blatter und legte ihm ein Bündel 1-Dollar-Noten auf den Tisch. Mit dem Hinweis „Das ist für die WM 2026 in Nordkorea“ warf er, bevor er weggeführt wurde, weitere Scheine über Blatter in die Luft.

### ISL-Bestechungs-Affäre
Mehrere Manager der 2001 in Konkurs gegangenen Sportmarketingfirma ISL, die bezüglich der Fernseh-Übertragungsrechte eng mit der FIFA zusammenarbeitete, wurden im Jahr 2007 unter anderem wegen Veruntreuung, Betrug und betrügerischem Konkurs zu Geldstrafen verurteilt, darunter auch ein Vertrauter und Freund Blatters, ISL-Vizepräsident Jean-Marie Weber. Die FIFA-Affäre weitete sich zum Skandal aus, als die Staatsanwaltschaft Zug später Ermittlungen wegen Bestechung hoher FIFA-Funktionäre durch ISL aufnahm. Das Verfahren wurde 2010 gegen eine Zahlung von 5,5 Millionen CHF eingestellt. Zu den Schmiergeldempfängern zählten unter anderem Ricardo Teixeira, Nicolás Leoz sowie Blatters Vorgänger João Havelange. Aus einer im Juli 2012 bekannt gewordenen Einstellungsverfügung, gegen deren Veröffentlichung die FIFA sowie einzelne Betroffene vergeblich prozessierten, geht hervor, dass Sepp Blatter, auch in der Funktion des FIFA-Generalsekretärs, über die Schmiergeldzahlungen an FIFA-Funktionäre im Bilde war, ohne etwas dagegen zu unternehmen. Unter dem Druck der Beweislast gab Blatter zu, von den Zahlungen gewusst zu haben, die er jedoch «Provisionszahlungen» nannte. Man könne «die Vergangenheit nicht mit den Massstäben von heute messen», dies sei «Moraljustiz». 2015 wurde bekannt, dass das FBI auf der Grundlage eines Briefes von João Havelange gegen Blatter ermittelt, in dem es heisst, dass dieser in vollem Umfang von Zahlungen gewusst habe. Blatter seinerseits hatte 2010 derartige Behauptungen in der Schweiz gerichtlich unterbinden lassen und war 2013 durch die Ethikkommission der FIFA von jedem Fehlverhalten freigesprochen worden.
Aufforderungen aus Deutschland, etwa von DFL-Präsident Reinhard Rauball, er solle zurücktreten, beantwortete Blatter mit Andeutungen, auch bei der Vergabe der Fussball-Weltmeisterschaft 2006 an Deutschland sei es nicht mit rechten Dingen zugegangen. Mitglieder des damaligen deutschen WM-Organisationskomitees, darunter Franz Beckenbauer und Fedor Radmann, wiesen die Anschuldigungen zurück. In deutschen Medien wurden die Äusserungen Blatters überwiegend als Ablenkungsmanöver bezeichnet. Vereinzelt wurde jedoch auch darauf hingewiesen, dass dem damaligen knappen Mehrheitsentscheid des Exekutivrats (12:11) «zahlreiche Merkwürdigkeiten» vorausgegangen seien, darunter der Verzicht der Stimmabgabe des damals von verschiedener Seite unter Druck gesetzten neuseeländischen Funktionärs Charles Dempsey sowie Investitionen und Vermarktungsdeals deutscher Unternehmen wie der Kirch-Gruppe und Daimler-Benz zugunsten von beteiligten Wahlmännern und/oder deren Verbänden und Ländern.

## Weitere Funktionen
- Gründungspräsident der nach dem von deutschen Hooligans während der WM 1998 schwer verletzten Polizisten benannten Daniel-Nivel-Stiftung (2000–vor 2016)[81][82]

## Auszeichnungen (Auswahl)
- Orden der afrikanischen Befreiung
- Olympischer Orden 1994
- Ehrenbürger von Texas 1994
- Ritter der französischen Ehrenlegion 2004[83]
- Ehrenmitglied des Schweizerischen Fussballverbandes (SFV)
- Bambi der Kategorie Kommunikation 2005
- Fischhof-Preis 2005 der Stiftung gegen Rassismus und Antisemitismus (GRA)
- Bundesverdienstkreuz 2006[84]
- Großes Silbernes Ehrenzeichen für Verdienste um die Republik Österreich 2008[85]
- Großer Orden der Aufgehenden Sonne am Band (Japan) 2009[86]
- Ehrenmitglied des Deutschen Fußball-Bundes (DFB) 2010[87]
- Order of the Companions of O. R. Tambo in Gold (Südafrika) 2010
- Asia Pacific Brands Foundation BrandLaureate International Hall of Fame Lifetime Achievement Award (2014)[88]

Sepp Blatter wurde zusammen mit vier beziehungsweise fünf weiteren Personen als möglicher Preisträger der Arosa Humorschaufel 2012 und 2014, eines Jurypreises des Arosa Humor-Festivals, nominiert.
Das alte Schulhaus der Primarschule in Visp heisst seit 1999 Sepp-Blatter-Schulhaus. In Ulrichen gibt es einen Sepp-Blatter-Fussballplatz.

## Filme
- 2010: Beat Bieri: König Fussball, Kaiser Sepp, SRF-Dokumentation (50 min, erstmals gesendet am 25. November 2010 auf SRF 1)[95]
- 2014: United Passions – La Légende du Football
- 2015: Der verkaufte Fußball – Sepp Blatter und die Macht der FIFA, WDR-Dokumentation (45 min, erstmals gesendet am 4. Mai 2015 im Ersten)[96][97]